# Club Femenino y de Deportes de Barcelona

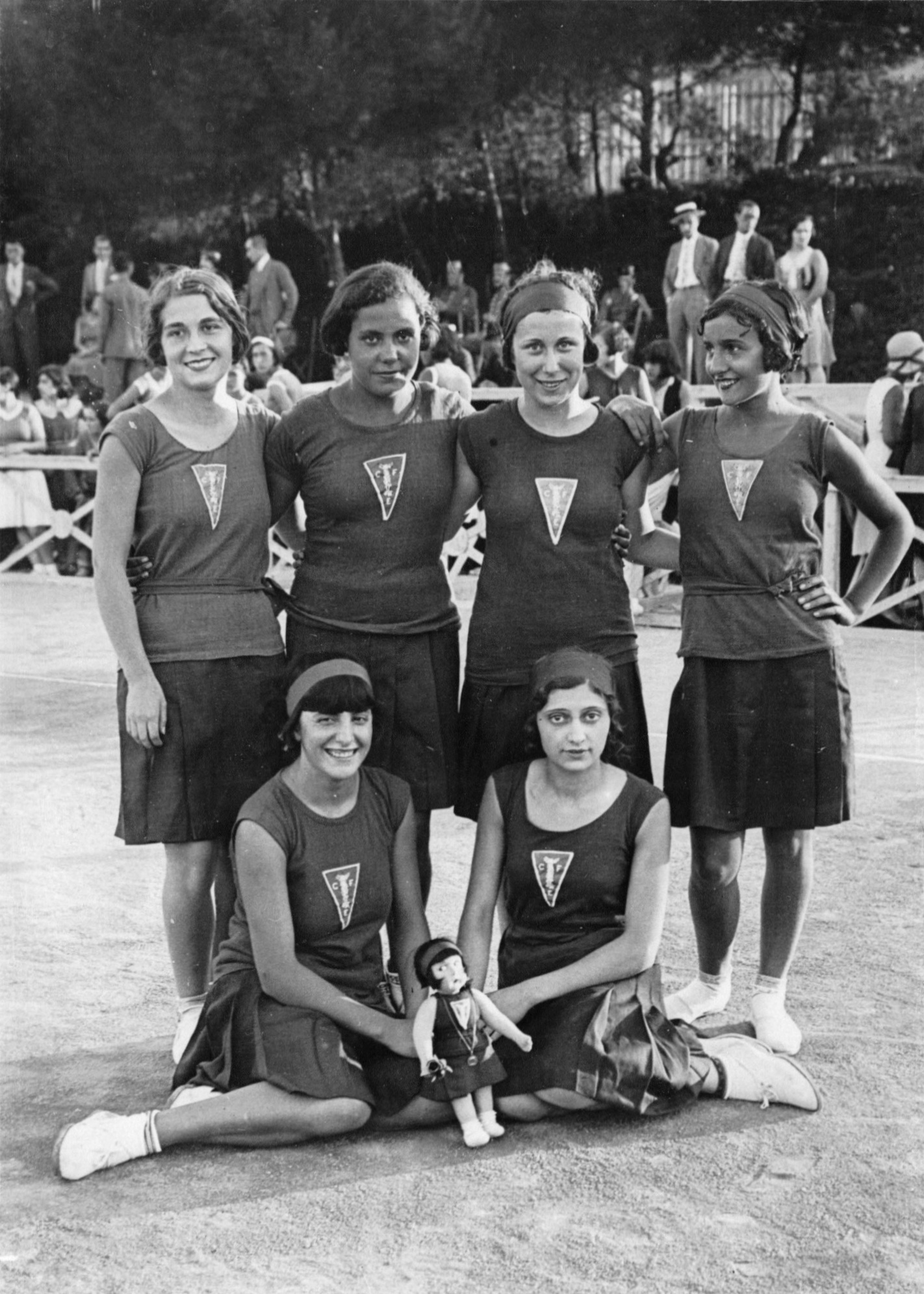
Equipo de baloncesto del Clubo Femenino y de Deportes del 13 de julio de 1930 en el Torneo Exposición de Barcelona. Derechas, de izquierda a derecha: Elvira Jaumandreu, Maria Morros, Maria Zamarreño, Carme Pascó. Sentadas, de izquierda a derecha: Carme Sugrañes, Magda Tiza.

El Club Femenino y de Deportes de Barcelona ( en idioma catalán: Club Femení i d'Esports de Barcelona) fue uno de los espacios de mujeres y feminista más importantes de la Barcelona de la preguerra, vinculado a propuestas políticas progresistas y catalanistas. El Club Femenino de Deportes (así, sin la «y», era su primer nombre) se fundó, a iniciativa de Teresa Torrens y Enriqueta Sèculi en 1928, unos años antes del otro importante espacio de cultura de mujeres de la ciudad durante la década de los años 30, el Lyceum Club. Este último siguió un modelo europeo y fue frecuentado por las intelectuales, en cambio, el Club Femenino, fue la primera entidad deportiva exclusivamente femenina de todo el Estado español y quería tener un carácter más popular y ser asequible económicamente a más mujeres.

## Contexto
El aumento de la práctica del deporte por parte de las mujeres —y su visibilización— fue, desde principios del siglo pasado, un fenómeno que se tiene que analizar teniendo en cuenta aspectos diferentes y complejos. Por un lado, la práctica deportiva fue considerada absolutamente moderna, y las imágenes que se construyeron -por ejemplo a la publicidad y al arte- de las «mujeres modernas» recogieron este imaginario, asociando la práctica deportiva al uso de ropas más cómodas y a una «mujer liberada», preocupada por el cuerpo, por las relaciones sociales y por la moda. Por otra parte, la práctica deportiva fue un espacio de sociabilidad entre mujeres y una posibilidad de situarse en el espacio público. Además, hay que tener en cuenta que la práctica deportiva recogía las preocupaciones y el interés por la salud y la atención del cuerpo, que en el caso de las mujeres se vinculaba a la idea de una maternidad sana que incidía en la mejora general de la población o de un «pueblo».

## Sedes
El club tuvo diferentes sedes, todas en el centro de Barcelona: primero en la calle Llibreteria, después en el Paso de la Ensenyança y finalmente, durante la República, en la Plaza de España. Los deportes que practicaban las chicas en el club eran: natación, gimnasia, atletismo, esgrima, tenis, baloncesto, patinaje, excursionismo, hockey...

## Intelectual
Un aspecto muy destacable y particular de esta asociación deportiva fue la importancia que se quiso dar al desarrollo intelectual, cultural y educativo. El interés por la cultura fue central, y de hecho, el añadido de la «y» al nombre del Club, convirtiéndolo en Club Femenino y de Deportes, quería reflejar la voluntad de alcance social y cultural del centro. Lo que pretendían las mujeres del Club era «hermanar siempre el cultivo del cuerpo con el del espíritu, indicando con esto que los deportes no constituían el único fin de la entidad». De hecho, el lema escogido fue «Feminidad, Deporte, Cultura». El Club se organizó en cinco comisiones: Cultura y educación; Deportes; Turismo y excursionismo; Actuación social, propaganda y fiestas, y Educación física, sanidad e higiene. También  había una sección infantil, «Los Gamos».
Desde el Club se organizaron cursos y ciclos de conferencias, un servicio de biblioteca, charlas de orientación en las lecturas... Desde el año 1931, la participación de las escritoras Anna Murià y Maria Teresa Vernet en la junta directiva del club incidió más en la organización de iniciativas como el concurso literario y la inclusión de temas culturales y sociales en los artículos publicados en la revista de la entidad, Portaveu del Club Femení i d’Esports.
Además, el club fue un espacio que se significó políticamente, por ejemplo en la campaña pro-amnistía de 1930, al plebiscito por el estatuto en 1932 o en la organización de la Olimpiada Popular en Barcelona el 1936.